# Lucius Henderson
Lucius Henderson (8 de junio de 1861 – 18 de febrero de 1947) fue un director y actor cinematográfico estadounidense, activo en la época del cine mudo, que a lo largo de su trayectoria participó en el rodaje de más de 70 producciones.

## Biografía
Su nombre completo era Lucius Julius Henderson, y nació en Aldo, Illinois. Músico de educación clásica, Henderson empezó a actuar en el teatro a principios de los años 1880, trabajando más adelante con Helena Modjeska y Fanny Janauschek en producciones de repertorio.
Se inició en el cine con los estudios Thanhouser Company a finales de 1910, principalmente en funciones de dirección. En el otoño de 1913, Henderson dejó Thanhouser para  ir a Los Ángeles, dirigiendo para Majestic y Motion Picture Company. Rodó en 1912 Dr. Jekyll y Mr. Hyde, una de las primeras versiones cinematográficas de la obra de Robert Louis Stevenson.
En 1915 era director de Universal Studios, y más adelante afirmaba haber sido el primero en reconocer el potencial de Rodolfo Valentino. Antes de abandonar la dirección a finales de 1917, Henderson realizó un total de 73 filmes.
Sin embargo, en 1923 volvió a interesarse por el cine, y reavivó sus habilidades como actor trabajando en diferentes filmes rodados a mediados de los años 1920.
El veterano actor y director se dedicó a la radio tras el inicio del cine sonoro. Además, fue el miembro más veterano del club The Lambs, recibiendo una cena de homenaje en 1942.
Lucius Henderson falleció en la ciudad de Nueva York en 1947.

## Filmografía completa

### Director
- When Love Was Blind (1911)
- Adrift (1911)
- The Imposter (1911)
- The Lady from the Sea (1911)
- Dr. Jekyll y Mr. Hyde (1912)
- The Poacher (1912)
- My Baby's Voice (1912)
- The Star of the Side Show (1912)
- An Easy Mark (1912)
- The Baby Bride (1912)
- When Mandy Came to Town (1912)
- The Little Shut-In (1912)
- Dottie's New Doll (1912)
- Her Secret (1912)
- On the Stroke of Five (1912)
- Why Tom Signed the Pledge  (1912)
- The Night Clerk's Nightmare  (1912)
- The Twins  (1912)
- Farm and Flat  (1912)
- The Professor's Son  (1912)
- Doggie's Debut  (1912)
- Under Two Flags  (1912)
- The Merchant of Venice (1912)
- Cousins (1912)
- As Others See Us (1912)
- Lucile (1912)
- Undine (1912)
- The Little Girl Next Door (1912)
- Some Fools There Were (1913)
- The Pretty Girl in Lower Five (1913)
- When Dreams Come True (1913)
- The Way to a Man's Heart (1913)
- His Heroine (1913)
- Her Neighbor (1913)
- An Honest Young Man (1913)
- The Idol of the Hour (1913)
- Won at the Rodeo (1913)
- Cymbeline (1913)
- Carmen (1913)
- Tannhäuser (1913)
- Sapho (1913)
- The Tomboy's Race (1913)
- Salomy Jane, codirigida con William Nigh (1914)
- On Dangerous Ground (1915)
- The Bribe (1915)
- The Golden Spider  (1915)
- Mary's Duke (1915)
- The Supreme Impulse (1915)
- The Rustle of a Skirt (1915)
- The Broken Toy (1915)
- The Honor of the Ormsbys (1915)
- The Blank Page (1915)
- The Girl Who Had a Soul (1915)
- A Witch of Salem Town (1915)
- The Judgment of Men (1915)
- A Daughter of the Nile (1915)
- Circus Mary (1915)
- The Little White Violet (1915)
- Jeanne of the Woods (1915)
- The Taming of Mary (1915)
- Under Southern Skies (1915)
- The Woman Who Lied (1915)
- Li'l Nor'wester (1915)
- The Tale of the 'C' (1915)
- The Heart of a Mermaid (1916)
- A Sea Mystery (1916)
- Artistic Interference (1916)
- Madame Cubist (1916)
- The Strength of the Weak (1916)
- The Little Fraud (1916)
- Thrown to the Lions (1916)
- The Girl Who Feared Daylight (1916)
- The Huntress of Men (1916)
- The Three Wishes (1916)
- The Limousine Mystery (1916)
- The Scarlet Mark (1916)
- Behind the Veil (1916)
- The Garden of Shadows (1916)
- A Splash of Local Color (1916)
- The Trail of Chance (1916)
- Love's Masquerade (1916)
- Cheaters (1916)
- Stolen Honors (1916)
- The Beautiful Impostor (1917)
- The Untamed (1917)
- To the Highest Bidder (1917)

### Actor
- Toilers of the Sea, de Roy William Neill (1923)
- A Man Must Live, de Paul Sloane (1925)
- The New Commandment, de Howard Higgin (1925)
- White Mice, de Edward H. Griffith (1926)
- The Great Deception, de Howard Higgin (1926)
- Once in a Blue Moon, de Ben Hecht y Charles MacArthur (1935)